# منشار قطل

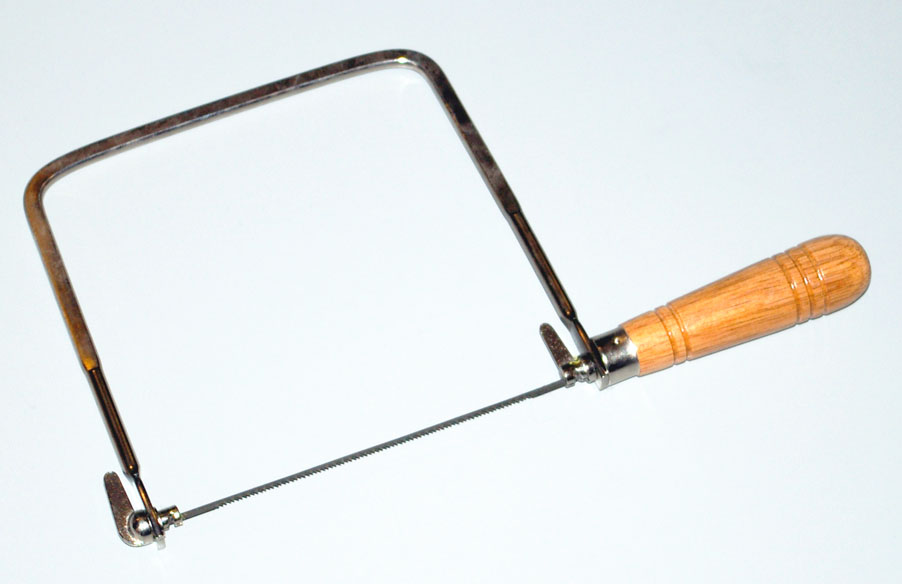
منشار القطل

منشار القَطْل هو نوع من المنشار القوسي يستخدم لقطع الأشكال الخارجية المعقدة والقطع الداخلية في الأعمال الخشبية أو النجارة. يستخدم على نطاق واسع لقص القوالب لإنشاء مفاصل متقاربة بدلاً من وصلات ميتري. يُستخدم أحيانًا لإنشاء نقش شبكي مع أنه غير قادر على مطابقة منشار الحنق في تعقيد القطع خاصة في المواد الرقيقة. تكون شفرات منشار القطل أكثر سمكًا وخشونة في القطع من شفرات منشار الحنق النموذجي والعديد من أفراد عائلتها. يمكن مع ذلك لمناشير القطل قطع الانحناءات الطفيفة في العمل ما يسمح بقطع الدوائر إن استخدمت بعناية.